# Christiaan Bökkerink
Christiaan Bökkerink (Enschede, 19 november 1992) is een Nederlands voormalig shorttracker.
Bökkerink begon op zijn achtste met shorttrack en nam op z'n twaalfde voor het eerst deel aan Nederlandse juniorenkampioenschappen. In 2010 werd hij uitgeroepen tot Nederlands talent van het jaar en in 2014 werd hij geselecteerd voor deelname aan de Olympische Winterspelen, waar hij echter genoegen moest nemen met een reserverol en niet in actie kwam. In de zomer van 2014 stopte Bökkerink op 21-jarige leeftijd met de topsport om zich volledig op zijn studie te richten.